# 菲蓋羅杜什維紐什
39°54′N 8°16′W / 39.900°N 8.267°W
菲蓋羅杜什維紐什（葡萄牙語：Figueiró dos Vinhos），是葡萄牙的城鎮，位於該國中部，由萊里亞區負責管轄，始建於1204年，面積173.44平方公里，2011年人口6,169，人口密度每平方公里35.57人。